# Germana Schwaiger
Germana Schwaiger fue una deportista italiana que compitió en esgrima, especialista en la modalidad de florete. Ganó dos medallas en el Campeonato Mundial de Esgrima en los años 1930 y 1934.

## Palmarés internacional
| Campeonato Mundial | Campeonato Mundial | Campeonato Mundial | Campeonato Mundial  |
| Año                | Lugar              | Medalla            | Prueba              |
| ------------------ | ------------------ | ------------------ | ------------------- |
| 1930               | Lieja (Bélgica)    | Medalla de plata   | Florete individual  |
| 1934               | Varsovia (Polonia) | Medalla de bronce  | Florete por equipos |